# Kriegsschule

Kriegsschule am Waterlooplatz in Hannover, links um 1896, rechts 2007 (nur noch mit Erdgeschoss infolge von Bombenangriffen im Zweiten Weltkrieg)

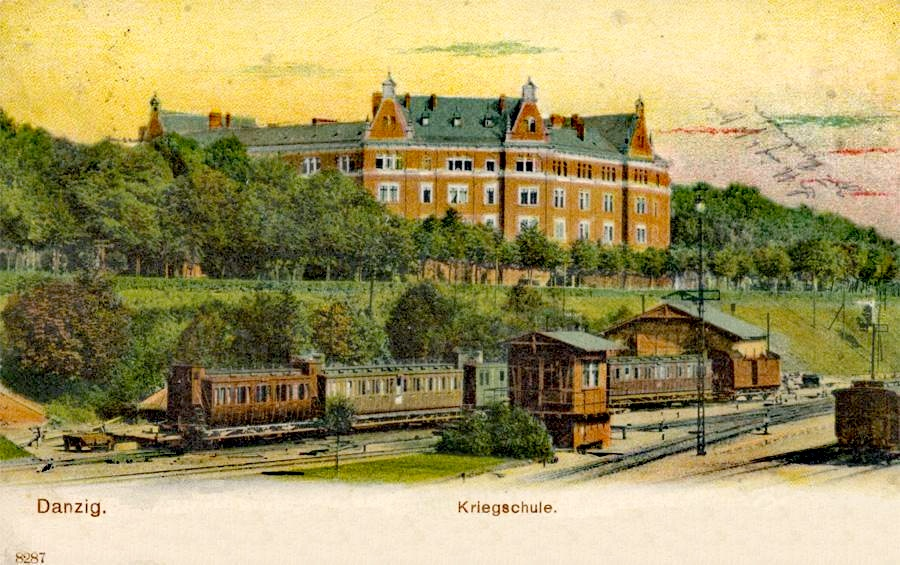
Kriegsschule Danzig

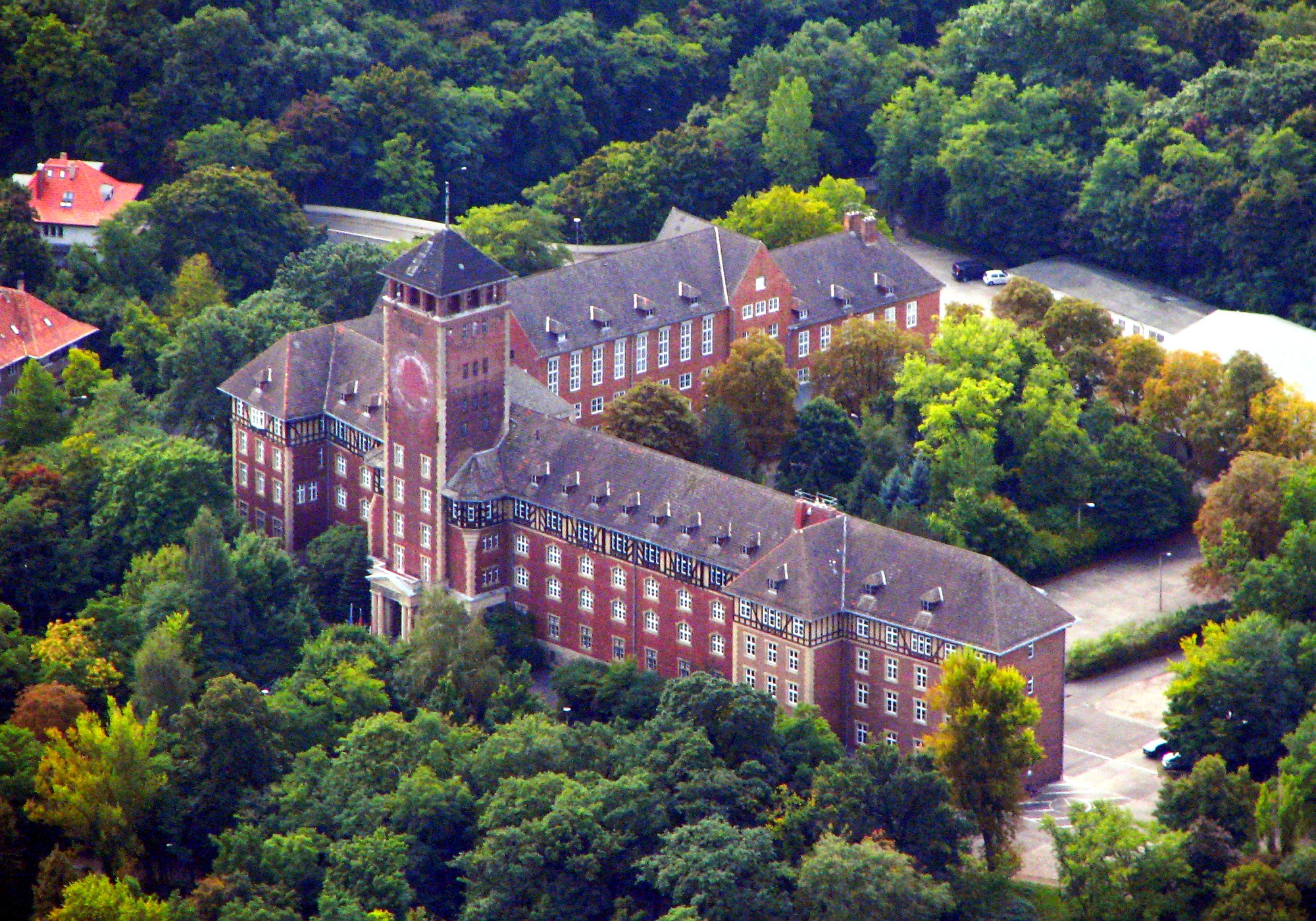
Die ehemalige königliche Kriegsschule in Potsdam auf dem Brauhausberg, bis 2014 Landtag des Bundeslandes Brandenburg, Luftbild 2008

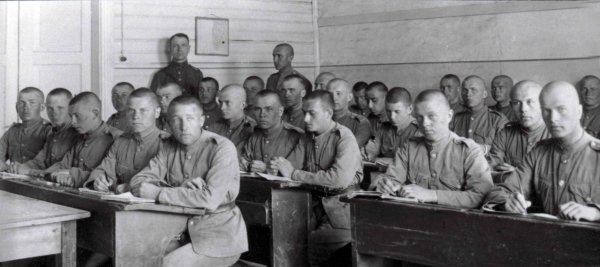
Kriegsschule Kaunas, Vorlesung, 1925

Kriegsschulen waren militärische Fachschulen, die in den verschiedenen Heeren unterschiedliche Bedeutung innehatten. So wurden diejenigen Schulen, die zur Heranbildung von Offizieren dienten, in Deutschland und Russland als Kriegsschulen bezeichnet. In Österreich, Frankreich und Italien waren Kriegsschulen demgegenüber solche, die zur Fortbildung der Offiziere dienten.

## Deutschland

### Preußen
In Preußen wurden sie 1810 als Teil der Scharnhorstschen Heeresreform durch den damaligen Oberstleutnant Gustav von Rauch zunächst in Berlin, Königsberg und Breslau eingerichtet. Bereits 1816 wurden sie in eine Allgemeine Kriegsschule (Preußische Kriegsakademie) zur Fortbildung und in eine Anzahl Brigadeschulen zur Heranbildung von Offizieren umgewandelt. Letztere erhielten später die Bezeichnung Divisionsschulen und endlich – unter Erweiterung auf das gesamte deutsche Heer – wieder den Namen Kriegsschule.
Die ersten beiden neuen Kriegsschulen wurden nach durchgreifender Umgestaltung 1859 in Potsdam und Erfurt eröffnet. Um 1910 bestanden im Deutschen Reich Kriegsschulen in Potsdam, Glogau, Neiße, Engers, Hannover (am Waterlooplatz), Kassel, Anklam (Kriegsschule Anklam), Metz, Hersfeld und Danzig.
Zweck der Kriegsschulen war die praktische und fachwissenschaftliche Ausbildung der Offizieranwärter aller Waffengattungen, die vor Zulassung zur Offiziersprüfung zum Besuch einer Kriegsschule verpflichtet waren. Dem Besuch der Kriegsschule musste eine sechsmonatige Dienstzeit bei der Truppe vorangehen.
An der Spitze der Schule stand ein Stabsoffizier als Direktor. Nach Abschluss eines Kurses, der 35 Wochen betrug, wurde die Offiziersprüfung vor der Obermilitärexaminationskommission abgelegt. Der Lehrplan umfasste Taktik, Heeresorganisation, Waffenlehre, Befestigungslehre, Geländelehre, und Aufnehmen mit Planzeichnen, Militärgeschäftsstil und Dienstkenntnis. Außerdem wurden die Schüler in Exerzieren, Schießen, Turnen, Fechten und Reiten ausgebildet.

### Königreich Bayern

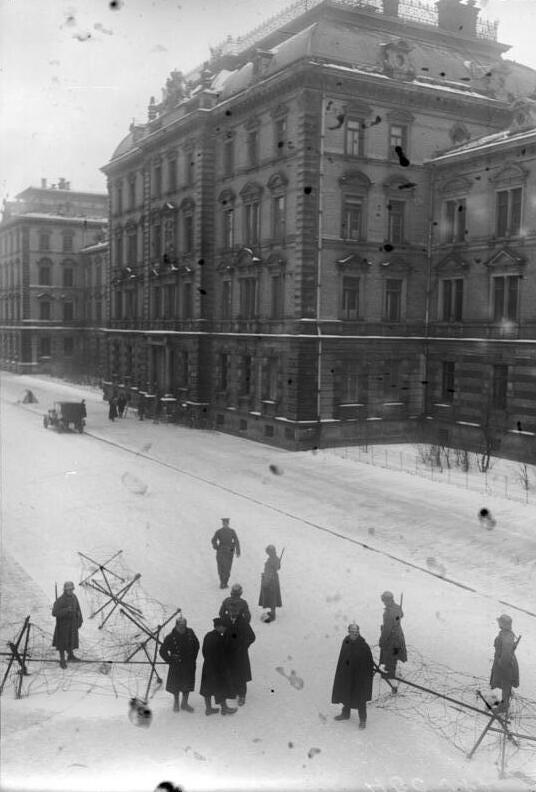
Ehemalige Kriegsschule München, Februar 1924

Die Bayerische Armee unterhielt eine eigene Kriegsschule. Diese wurde am 1. November 1858 in München errichtet und bestand bis 1919.

### Königreich Württemberg
Im Königreich Württemberg war die Kriegsschule Ludwigsburg von 1820 bis 1874 eine Offiziersbildungsanstalt des württembergischen Heeres.

### Großherzogtum Mecklenburg-(Schwerin)
Das Großherzogtum unterhielt zur Ausbildung seiner Offiziere eine Militärbildungsanstalt in Schwerin.
Die Militärbildungsanstalt vereinte Kadetten- und Offiziersschule. 
Nach Abschluss der Militärkonvention mit Preußen 1868 wurde die Anstalt aufgelöst. Die Ausbildung der mecklenburgischen Offiziere erfolgte danach an den preußischen Kadettenanstalten und Kriegsschulen.

### Wehrmacht
Mit der Wiederaufrüstung wurden vier Kriegsschulen für die Offizierausbildung wieder eingerichtet und zwar in Dresden, Hannover, München und Potsdam; zusätzlich mit dem Anschluss Österreichs in Wiener Neustadt in der ehemaligen Theresianischen Militärakademie, deren erster Kommandeur der spätere Generalfeldmarschall Erwin Rommel war.

### Bundesrepublik Deutschland
Nach Gründung der Bundeswehr wurde die Ausbildung der Offizieranwärter des Heeres an drei „Heeresoffizierschulen“ (HOS) aufgenommen: 1956 in Hannover (Heeresoffizierschule I) und in Husum (Heeresoffizierschule II; wurde 1958 nach Hamburg verlegt), 1958 in München (Heeresoffizierschule III). 1974 wurden die drei Anstalten zusammengelegt und ihre Aufgaben übernahm die nunmehrige „Offizierschule des Heeres“ (OSH) in Hannover, seit 1998 in Dresden.

## Andere Staaten
Ähnlich bezeichnete Schulen wie die k.u.k. Kriegsschule in Österreich oder in  Russland, der Tschechoslowakei (Vysoká škola válečná), Frankreich (École supérieure de guerre), Italien und im Vereinigten Königreich dien(t)en nicht zur Offizierausbildung, sondern der Weiterbildung von Offizieren zu Generalstabsoffizieren.
Nach dem Preußisch-Österreichischen Krieg 1866 nahm sich Leopold II. von Belgien die Berliner Kriegsschule zum Vorbild und verlagerte die Stabsoffiziersausbildung aus der Königlichen Militärakademie heraus in die dem Kriegsministerium unterstellte L'École de Guerre (französisch) / Krijgsschool (flämisch).